# Famille Lefebvre de Laboulaye
La famille Lefebvre de Laboulaye olim Le Febvre est une famille française originaire de Mortagne-au-Perche (Orne) qui s'est installée à Paris au XVIIIe siècle.
Elle compte parmi ses membres, des marchands et bourgeois de Paris, des hauts fonctionnaires, des diplomates, des militaires, deux scientifiques, des artistes.
La famille Lefebvre de Laboulaye compte plusieurs de ses membres décorés de l'ordre de la Légion d'honneur.

## Histoire
La famille Lefebvre de Laboulaye appartenait au XVIIIe siècle au grand négoce parisien.
Gustave Chaix d'Est-Ange écrit sur cette famille : « Son auteur, François-Benoit le Febvre, seigneur des Joncherets, près de Mortagne, né le 4 mai 1711, était fils de René le Febvre (1679-1753), marchand bourgeois de Paris, marié à Marie-Anne Baroux. Il se qualifiait marchand  bourgeois de Paris quand il fut pourvu de l'office anoblissant de président trésorier de France au bureau des finances de Montauban. Il avait épousé Geneviève Charlier ».
Cette information reportée d'une réponse de GP Le Lieur d'Avost de l'Intermédiaire des Chercheurs et Curieux de 1904 cité par l'auteur semble erronée : c'est un nommé Louis-Claude Lefebvre de Laboulaye (1721-1786), demeurant à Montereau qui fut reçu  le 1er février 1765 trésorier de France à Montauban, succédant à son père Nicolas Lefebvre de Laboulaye,. Ce dernier, marié à Élisabeth-Marguerite Desprez, eut un fils prénommé Charles-César, né le 9 avril 1774 à Montereau, dont on ignore la postérité. (La branche subsistante de la famille ne descend pas du trésorier à Montauban).
Jean-Baptiste-René Lefebvre de la Boulaye (1743-1820), fils de François-Benoit Le Febvre et de Anne Baroux, marié à Agnès-Émilie-Thérèse Savin, était avocat en parlement, notaire royal (1778) et conseiller du roi, quand il fut pourvu, par lettres données à Versailles le 31 décembre 1785, de l'office anoblissant de conseiller-secrétaire du roi, maison, couronne de France et des finances. Il obtint de d'Hozier, le 30 janvier 1786, le règlement de ses armoiries.
Entre le XIXe siècle et le XXIe siècle cette famille comptera plusieurs personnalités dont Édouard-René Lefebvre de Laboulaye (1811-1883), élu député de la Seine (1871) et sénateur inamovible (1875) sous la IIIe République, mais aussi des officiers et quatre ambassadeurs de France.

## Personnalités

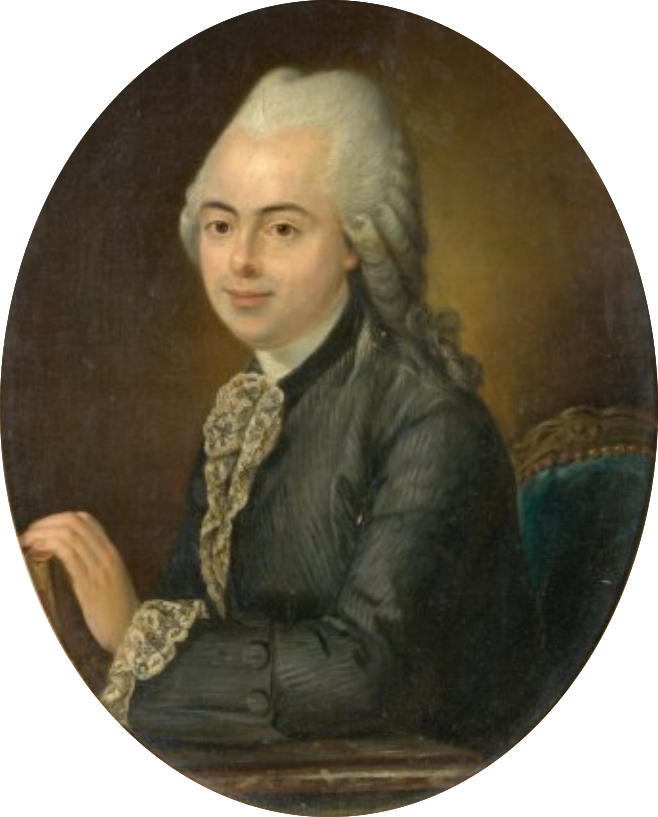
Jean-Baptiste Le Febvre de Laboulaye (1743-1820), avocat en parlement, notaire au châtelet, conseiller secrétaire du roi en 1785

### Liens de filiation entre les personnalités notoires
- Jacques le Febvre (1661- ).
  - René le Febvre (1679- ), marchand bourgeois de Paris. Il épouse Marie-Anne Barou.
    - François-Benoit le Febvre de la Boulaye (1711- ), marchand et bourgeois de Paris. Il épouse Victoire-Geneviève Charlier.
      - Jean-Baptiste-René le Febvre de la Boulaye (1743- ), avocat en parlement, conseiller du roi. Il épouse Agnès Émilie Thérèse Savin, dite Savin de La Guerche.
        - Auguste-René Lefebvre de Laboulaye (1779-1824), régisseur de l’octroi de Paris, capitaine de la 7e légion de la garde nationale de Paris, chevalier de la Légion d'honneur, il épouse Aglaé Charlotte Martinon de Saint-Ferréol.
          - Édouard Lefebvre de Laboulaye (1811-1883),  homme politique. Il épouse en premières noces, en 1832, Augusta Virginie Paradis. Veuf en 1841, il épouse en secondes noces Louise Alexandrine Valérie Michelin-Tronson du Coudray, fille de Louis-Hardouin Michelin de Choisy.
            - (1) Paul Lefebvre de Laboulaye (1833-1905), diplomate. Il épouse Louise Eugénie Calon,.
            - (2) René-Victor Lefebvre de Laboulaye (1845-1916). Avocat, haut fonctionnaire. Il épouse Joséphine-Sophie Claire Musnier.
              - Ernest Lefebvre de Laboulaye (1874-1956), militaire. Il épouse Marguerite Adèle Marie Hullin de Boischevalier. Devenu veuf, il épouse en 1923, Marie Jeanne Simone de Croze-Lemercier.
              - André Lefebvre de Laboulaye (1876-1966), ambassadeur. Il épouse en premières noces Marie-Inès Piérard, puis veuf il épouse en secondes noces Marie-Jeanne Hélène Hély d'Oissel.
                - (1) Paul Lefebvre de Laboulaye (1902-1961), fils d'André de Laboulaye, peintre, dessinateur, Illustrateur[7].
                - (2) François Lefebvre de Laboulaye (1917-1996), diplomate. Il épouse Antoinette Mathieu de Vienne.
                  - Rodolphe Lefebvre de La Boulaye (1940-1998), géologue. Il épouse Véronique de Gouvello du Timat.
                    - Agathe de La Boulaye (1972), actrice.

                  - Stanislas de Laboulaye (1946), diplomate. Il épouse Pauline Machet de la Martinière, fille de Dominique de La Martinière.

              - Paul-Ludovic-Édouard Lefebvre de Laboulaye (1883-1955), administrateur de sociétés. Il épouse Geneviève Masquelier.
                - Gérard Lefebvre de Laboulaye (1920-2006), administrateur de sociétés. Il épouse Claude Le Roy Ladurie.
                - Hubert Lefebvre de Laboulaye (1921-1971), ingénieur au CEA.

          - Charles-Pierre Lefebvre de Laboulaye (1813-1886), scientifique. Il épouse Désirée de Goër de Herve.
            - Charles-Albert Lefebvre de la Boulaye (1857- 1935), militaire. Il épouse Marie Melon de Pradou.

        - Alexandre-Louis Lefebvre de Laboulaye (1782-1826), militaire.

### Informations complémentaires relatives à ces personnalités

#### XVIIesiècle
Parmi les membres de cette famille présents dans les environs de Mortagne-au-Perche au XVIIe siècle, on connaît notamment :
- Jacques le Febvre né à Mortagne le 18 juillet 1661.
- René le Febvre, fils du précédent, marchand bourgeois de Paris, qui en 1786 dans le règlement d'armoiries accordé à son petit fils par Antoine Marie d'Hozier de Serigny est désigné « René Le Febvre seigneur de Marcouville, la Cour Pinte, la Lucazière et autres lieux »[8], né à Mortagne le 16 avril 1679[9]. Il épouse Marie-Anne Baroux, fille d’un marchand bourgeois de Paris. René le Febvre et Marie-Anne Baroux eurent douze enfants : l’un né en 1700 fut prêtre, docteur en Sorbonne, curé de la paroisse Saint Romain de Dèvres; un autre qui portait le nom de le Febvre de la Noë était marchand et bourgeois de Paris; un autre Simon Auguste Lefèvre de Marcouville, avocat en parlement fut secrétaire du prince de Monaco et membre de l’académie royale des sciences de la Rochelle[10].

#### XVIIIesiècle
À cette époque des membres de cette famille se fixèrent à Paris, notamment : 
- François-Benoit le Febvre de la Boulaye, marchand et bourgeois de Paris, fils de René le Febvre, fut le premier à prendre dès 1756 le nom le Febvre de la Boulaye, nom d’une terre que possédait son père. Né à Paris en 1711, il épouse Victoire-Geneviève Charlier, fille de Guillaume Charlier et de Victoire Thérèse des Essarts[11]. Il eut quatre enfants dont : René-François, substitut du procureur général de Monsieur, frère du roi. Jean-Baptiste-René dont il sera question plus loin, Jean-Louis, garde du corps du roi Louis XVI et Jacques.
- Jean-Baptiste-René le Febvre de la Boulaye, avocat en parlement, conseiller du roi, reçu notaire au châtelet en 1778[12] puis conseiller-secrétaire du roi, maison, couronne de France et des finances. Fils du précédent, naquit à Paris le 18 janvier 1743, il épouse Agnès Émilie Thérèse Savin[13] (dite Savin de La Guerche). En 1771, Il portait la qualification d'avocat en parlement[N. 1] et acquit un office de notaire au châtelet en 1778, il acquiert en 1785 la charge de conseiller-secrétaire du roi, maison, couronne de France et des finances en la grande chancellerie[15]. Il était franc-maçon et membre depuis 1774 de la loge Saint Charles des Frères Unis[10]. Avant la Révolution, Il acheta à l'ordre de Saint-Jean de Jérusalem un terrain dans l'enclos du temple, pour y faire construire quarante maisons[16]. En 1788, il vendit son office de notaire pour 180 000 livres[17]. En 1802, il publia, pour défendre son honneur, une réponse au citoyen Auzat qui l’accuse d’être « banqueroutier, infâme et escroc » à la suite du non-paiement des intérêts et d’une créance de 7,362 livres. La lettre d'excuse du citoyen Auzat pour ces fausses accusations est publiée à la fin du document[18].
- Auguste-René Lefebvre de Laboulaye (1779-1824), fils du précédent, régisseur de l’octroi de Paris, capitaine de la 7e légion de la garde nationale de Paris, chevalier de la Légion d'honneur, il épouse Aglaé Charlotte Martinon de Saint-Ferréol, fille d’un conseiller du roi, notaire au Châtelet[19]. De ce couple sont issus, Charles-Pierre Lefebvre de Laboulaye, scientifique, et Édouard Lefebvre de Laboulaye[20].

#### XIXesiècle
Au siècle suivant, parmi les descendants d'Auguste-René Lefebvre de Laboulaye, se sont notamment distingués :
- Alexandre-Louis Lefebvre de Laboulaye (1782-1826), frère du précédent. Il fut présenté de minorité à l'ordre de Saint-Jean de Jérusalem à l'age de 4 ans le 22 avril 1786[21] mais ne put prononcer ses vœux, ni faire ses caravanes, du fait de la dissolution de l'Ordre par Napoléon Ier. Volontaire à 19 ans en 1801 pour l'expédition de Saint-Domingue, lieutenant en 1802 et capitaine au 26 régiment d'infanterie en 1807, aide de camp du général Jean Barthélemot de Sorbier en 1808, chef de bataillon en 1812, il prit part aux campagnes de l'Empire de 1805 à 1814 et fut blessé d'un coup de feu à la bataille d'Eylau. Sous la Restauration, il prit part à l'expédition d'Espagne en 1823 et fut nommé lieutenant-colonel en 1824 à l’attaque du Trocadéro[22], il termina sa carrière comme lieutenant-colonel du 13e de ligne. Chevalier (1809) puis officier de la Légion d'honneur (1813), chevalier de l’ordre de Saint-Louis et de Saint-Ferdinand sous la Restauration[23], il mourut en 1826 célibataire et sans postérité[24].
- Charles-Pierre Lefebvre de Laboulaye nommé aussi Lefebvre-Laboulaye (1813-1886), fils du précédent. Fondeur français, École Polytechnique (1831-1833), élève de l'école d'application de l'artillerie et du génie de Metz, lieutenant d'artillerie de terre. En 1836, il démissionne de l'armée pour l'industrie et crée une fonderie. Auteur de diverses inventions, il obtint trois médailles d'or aux expositions industrielles de 1839 à 1849. Auteur de plusieurs ouvrages scientifiques, il a été l'éditeur et l'auteur principal du Dictionnaire des arts et manufactures. Nommé chevalier de la Légion d'honneur en 1863[25]. Marié à Désirée de Goër de Herve, dont postérité.
- Charles-Albert Lefebvre de la Boulaye (1857- 1935), fils du précédent, capitaine d’infanterie[26]. Il épouse Marie née Melon de Pradou. Ils eurent deux filles, Marie-Suzanne qui épouse Henri de Seguins Pazzis d'Aubignan, capitaine d'artillerie, mort pour la France, et Alberte Charlotte, qui épouse Maurice Ruellan du Créhu. Sans postérité masculine[27],[28].
- Édouard-René Lefebvre de Laboulaye (1811-1883), né sous le nom Lefebvre Laboulaye (rectifié en 1859), frère du précédent. D'abord fondeur puis juriste et homme politique français. Avocat à la cour royale de Paris (1842), il fut  élu député de la Seine (1871) et sénateur inamovible (1875) sous la IIIe République[29]. Il était membre de l'Institut et administrateur du Collège de France. Il épouse en premières noces, en 1832, Augusta Virginie Paradis. Deux fils naitront de cette union, Paul, futur ambassadeur de France à Madrid et à Saint-Pétersbourg, et Charles-Lucien, juge de première instance [30]. Devenu veuf en 1841, il épousa en secondes noces Louise Alexandrine Valérie Michelin-Tronson du Coudray, fille de Louis-Hardouin Michelin de Choisy[31],[32]. Ils auront un fils René-Victor.
- Paul Lefebvre de Laboulaye (1833-1905), fils du précédent et de Virginie-Augustine Paradis. Entré en 1855 comme rédacteur au ministère des Affaires étrangères, en 1870, il fut envoyé comme secrétaire d'ambassade à Bruxelles. Nommé premier secrétaire d'ambassade à Berne en 1873 et à Saint-Pétersbourg en 1875, il devint ministre plénipotentiaire à Lisbonne en 1878. Nommé ambassadeur à Madrid en 1885 et à Saint-Petersbourg 1889. Il était membre de la cour internationale permanente d’arbitrage de la Haye[33]. Il fut chevalier (1862), officier (1870), commandeur (1888) et grand officier de la Légion d'honneur[34]. Marié à Louise Eugénie Calon, dont : Charlotte qui épouse Jean Bonnin de La Bonninière de Beaumont et Jean, caporal, mort pour la France. Sans postérité.
- René-Victor Lefebvre de Laboulaye (1845-1916), demi-frère du précédent. Avocat, chef du cabinet du ministre des Finances, administrateur des postes et télégraphes à la direction de la statistique, inspecteur général des Postes et Télégraphes, directeur de la Caisse nationale d’épargne, directeur honoraire au ministère du Commerce, de l’Industrie, des Postes et Télégraphes, capitaine d’état-major de la garde-nationale pendant le siège de Paris[35]. Marié à Joséphine-Sophie Claire Musnier, dont seront issus Ernest, André, Édith et Édouard. Il est nommé chevalier (1878) puis officier de la Légion d'honneur en 1887[36], officier de la Couronne de fer d’Autriche, chevalier de Léopold de Belgique, commandeur du Christ du Portugal etc[37].
- Ernest Lefebvre de Laboulaye (1874-1956), fils du précédent. ESM Saint-Cyr (promotion de Tananarive), commandant d’infanterie, officier de la Légion d'honneur, croix de guerre[38]. Marié le 14 mai 1912 avec Marguerite Adèle Marie Hullin de Boischevalier, dont quatre enfants. Devenu veuf, il épouse 26 juin 1923, Marie Jeanne Simone de Croze-Lemercier, dont deux filles. Marié le 14 mai 1912 avec Marguerite Adèle Marie Hullin de Boischevalier, dont quatre enfants, Michel, marié avec Marie-Hélène de La Poix de Fréminville (parents de Jean-Bosco), Odile, marié avec Marc de la Vaissière de Lavergne, Guillaume et Jean-Baptiste . Devenu veuf, il épouse 26 juin 1923, Marie Jeanne Simone de Croze-Lemercier, dont deux filles, Anne, mariée avec Bernard Homberg, et Marie.
- André Lefebvre de Laboulaye (1876-1966), frère du précédent. Diplômé de l'École libre des sciences politiques, Diplomate, ambassadeur de France aux États-Unis, (1933-1937)[39]. Il épouse en premières noces Marie-Inès Piérard, fille du « baron Piérard », dont deux enfants, Paul et Monique. Veuf, il épouse en secondes noces Marie-Jeanne Hélène Hély d'Oissel, fille du général Hély d'Oissel. De ce mariage sont issus, Marie Thérèse  mariée en 1937 avec le diplomate Christian Jacquin de Margerie, François marié avec Antoinette Mathieu de Vienne et Agnès mariée avec Philippe de Rougé. Il fut chevalier (1919), officier (1925), commandeur (1931) de la Légion d'honneur[40].
- Paul-Ludovic-Édouard Lefebvre de Laboulaye (1883-1955), frère du précédent, HEC, secrétaire général de la Banque de l'Indochine, administrateur de sociétés, marié en 1919 à Geneviève Masquelier. Chevalier de la Légion d'honneur en 1932[41]. Marié à Geneviève Masquelier, fille du lieutenant-colonel Émile Masquelier. Dont quatre enfants, Gérard marié avec Claude Leroy-Ladurie, Hubert marié avec Chantal de La Barre de Nanteuil, Florence mariée avec Pierre de Fayet, Mireille mariée avec Jacques de Cazotte.

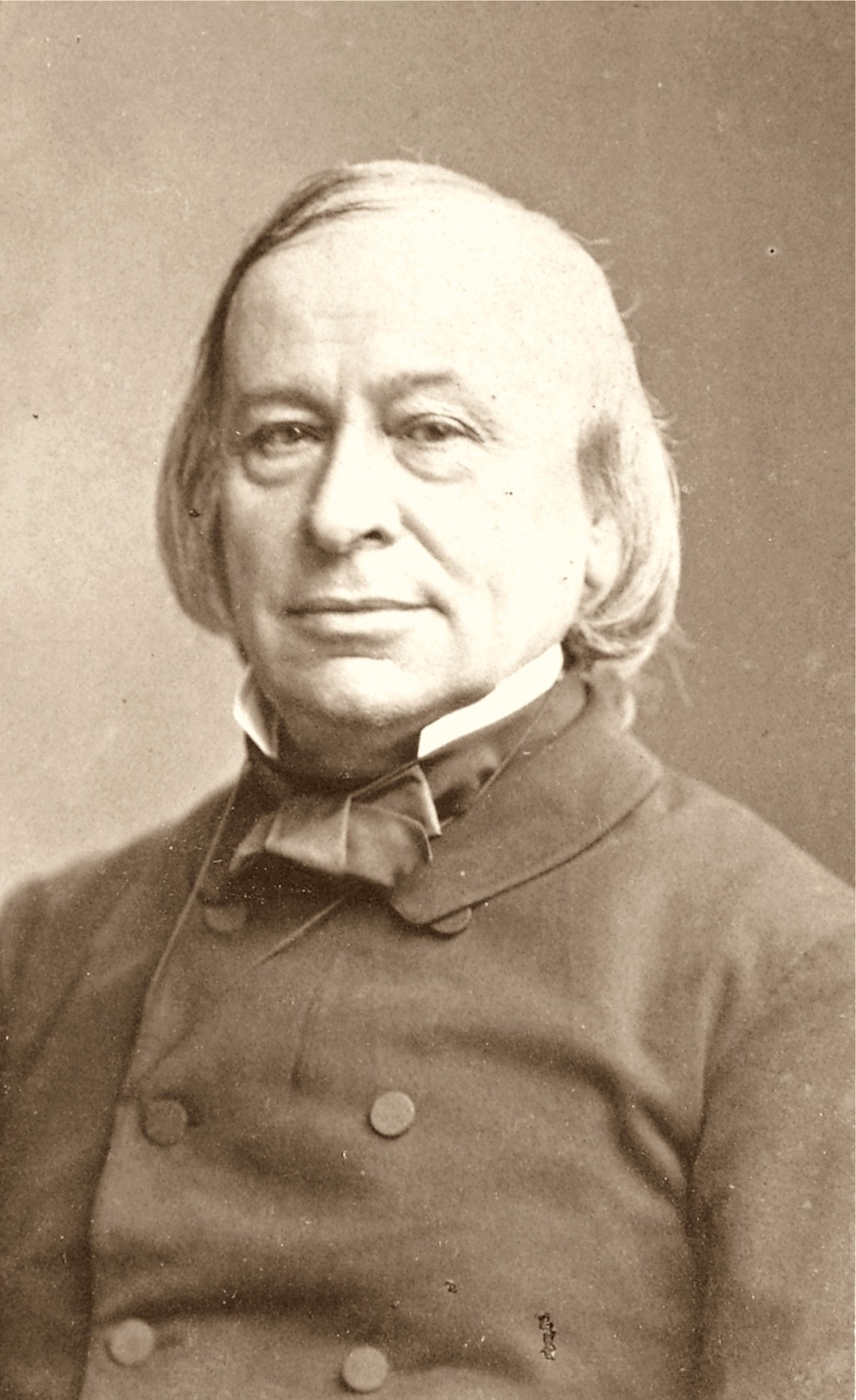
Édouard Lefebvre de Laboulaye (1811-1883) député (1871) et sénateur (1875)
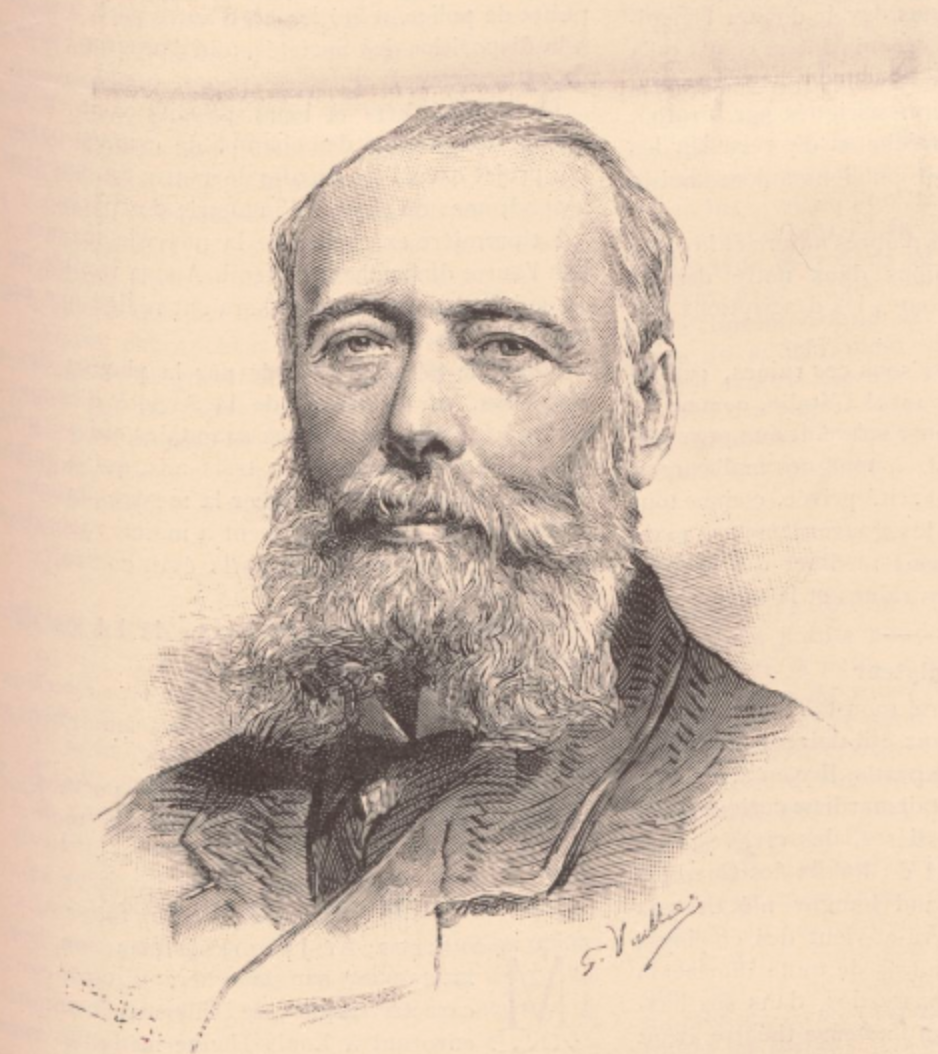
Paul Lefebvre de Laboulaye (1833-1905) ambassadeur de France en Russie (1889-1891)
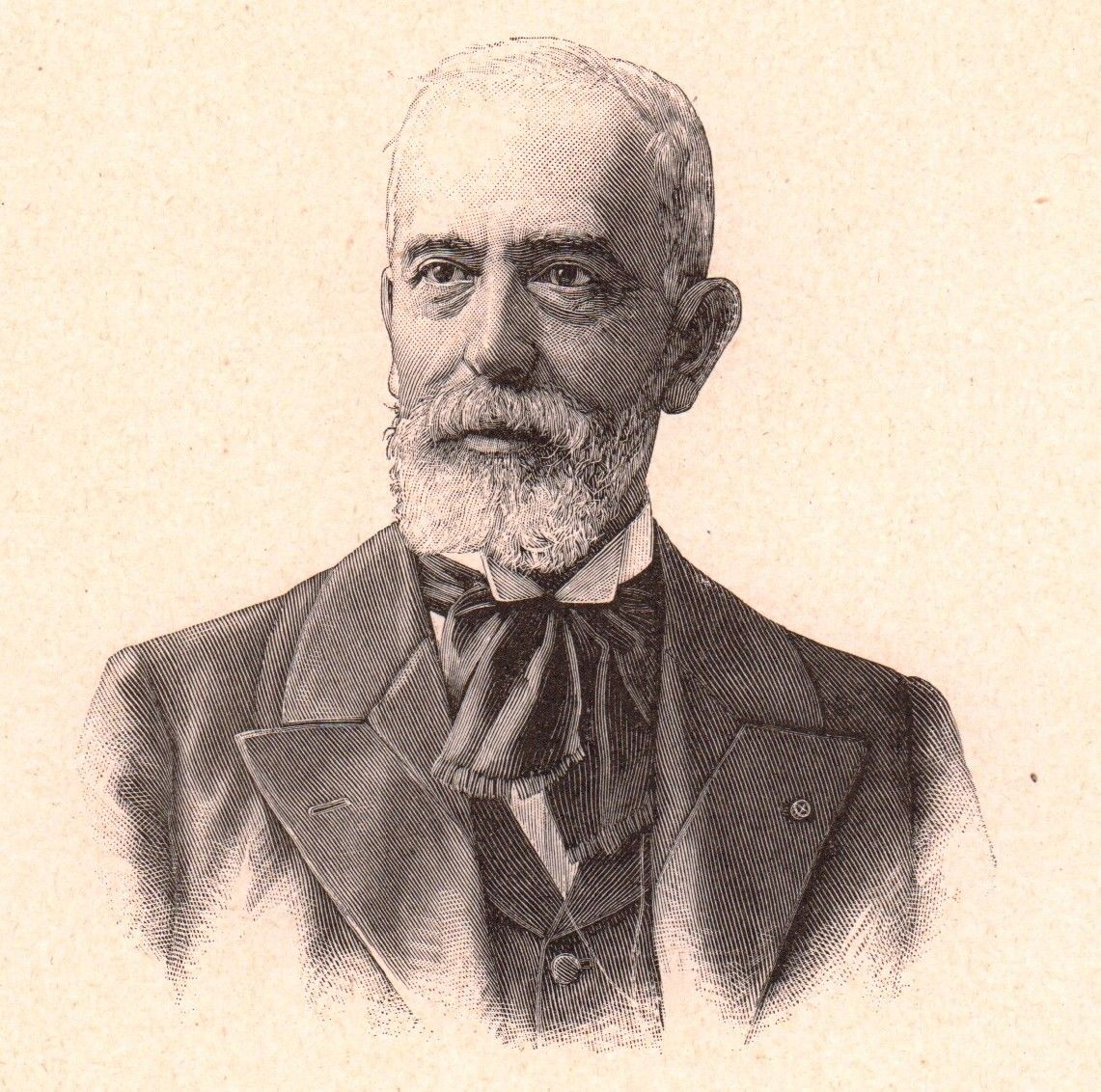
Victor Lefebvre de Laboulaye (1845-1916) directeur de la Caisse nationale d’épargne
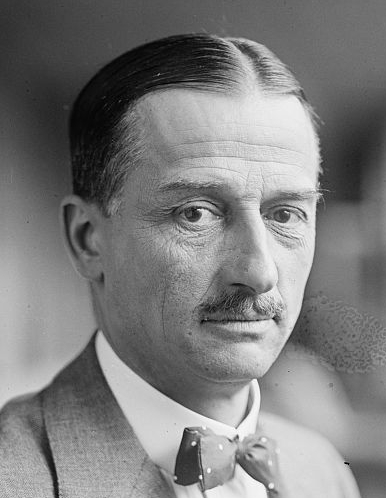
André Lefebvre de Laboulaye (1876-1966) ambassadeur de France aux États-Unis (1933-1937)

#### XXesiècleetXXIesiècle
- Paul Lefebvre de Laboulaye (1902-1961), fils d'André de Laboulaye, peintre, dessinateur et  illustrateur[7].
- François Lefebvre de Laboulaye, fils d'André Lefebvre de Laboulaye, né le 16 juin 1917 à Washington, décédé le 28 août 1996 au Petit Quesnay à Saint-Saëns  en Seine-Maritime. Diplômé de l'École libre des sciences politiques, il fut diplomate, ambassadeur de France au Brésil de 1968 à 1972, au Japon de 1973 à 1975 et aux États-Unis de 1977 à 1981, commandeur de la Légion d'honneur. Marié avec Antoinette Mathieu de Vienne ils ont quatre enfants : Rodolphe, Stanislas, Hélène et Claire mariées respectivement avec Jacques de Miramon Fitz-James et Jean-Louis de Montesquiou-Fezensac.
- Gérard Lefebvre de Laboulaye (1920-2006), fils d'Édouard Lefebvre de Laboulaye, HEC, École militaire interarmes promotion Victoire - Coëtquidan 1945, administrateur de sociétés et notamment de la société internationale de plantation d'Hévéas, directeur général (1968-1984) de la Société indochinoise de plantations d’hévéas, chevalier de la Légion d'honneur, croix de guerre 39-45, commandeur de l’ordre national de la Côte d’Ivoire. Marié avec Claude Leroy-Ladurie, ils ont deux fils, François et Arnaud, mariés respectivement à Isabelle Darcy et Marie-Judith de Vogué [42].
- Hubert Lefebvre de Laboulaye (1921-1971), fils d'Édouard Lefebvre de Laboulaye, Centralien, il fait ensuite des études au laboratoire du duc de Broglie. Ingénieur des arts et manufactures, physicien, à partir de 1955, il prit part aux négociations internationales dans le domaine nucléaire, qui aboutirent à l'organisation de la première conférence de Genève sur l'Utilisation de l'énergie atomique à des fins pacifiques; à la création de l'Euratom et à la création de l'Agence internationale de l’énergie atomique (AIEA). Directeur du département des programmes au commissariat à l’énergie atomique (CEA), directeur général-adjoint de l’AIEA, il fut chevalier de la Légion d'honneur et officier de l’ordre national du mérite[43]. Marié avec Chantal de La Barre de Nanteuil, dont trois fils : Hugues, sans alliance, Geoffroy et Olivier, mariés respectivement à Suzanne de Lassus Saint-Geniés et Christine Noiret, fille du général François Noiret. Il décède le 21 janvier 1971 dans un accident d'avion lors d'une mission du CEA.
- Stanislas de Laboulaye (né à Beyrouth le 12 décembre 1946), fils de François Lefebvre de Laboulaye et d'Antoinette Mathieu de Vienne. Énarque, diplomate, ambassadeur de France en Russie de 2006 à 2008 et au Saint-Siège de 2008 à 2012, officier de la Légion d'honneur. Marié avec Pauline Machet de la Martinière, fille de Dominique Machet de La Martinière, dont quatre enfants, Marguerite, mariée à Alexandre Pasté de Rochefort, François, Victor et Sophie.
- Rodolphe Lefebvre de La Boulaye, fils de François Lefebvre de Laboulaye, diplômé de l'université de Lausanne, géologue[44], chevalier de la Légion d'honneur. Il épouse Véronique de Gouvello du Timat. Dont deux enfants, Paul et Agathe.
- Agathe de La Boulaye, fille de Rodolphe Lefebvre de Laboulaye, née en 1972, actrice.

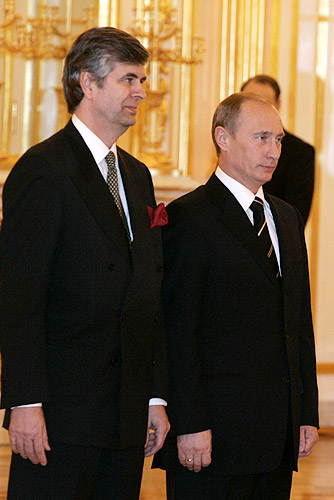
Stanislas Lefebvre de Laboulaye, ambassadeur de France en Russie (2006-2008) avec Vladimir Poutine.
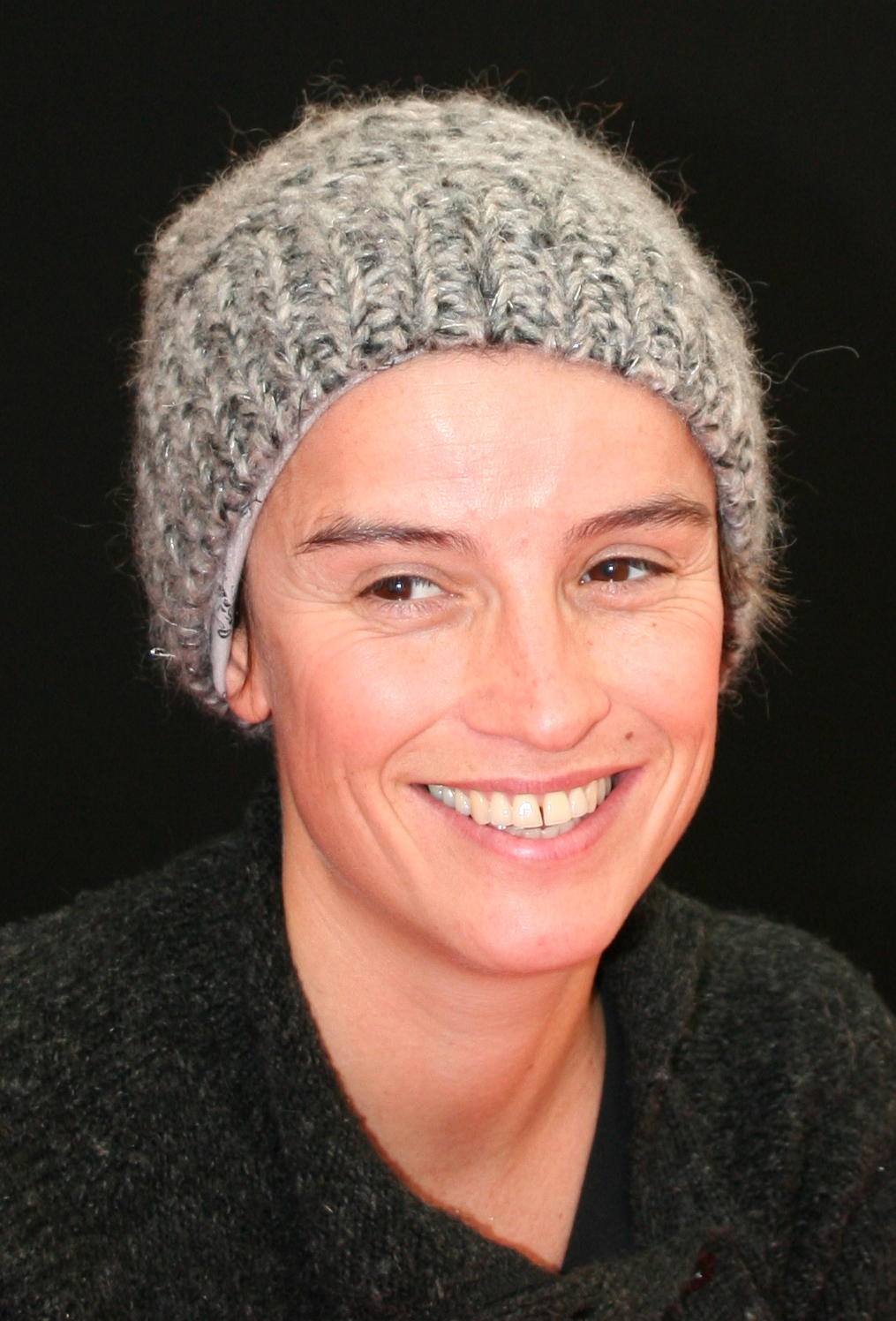
Agathe Lefebvre de La Boulaye (1972)

## Noblesse
Les interprétations et analyses divergent quant à la situation de cette famille qui a été soit anoblie en 1785 soit appartient à la noblesse inachevée.
Jean-Baptiste-René LeFebvre de la Boulaye (1743-1820) acquiert en 1785 la charge de conseiller-secrétaire du roi, maison, couronne de France et des finances en la Grande chancellerie de France (charges conférant la noblesse héréditaire au premier degré après vingt ans d'exercice ou en cas de mort en fonction).

### État des sources
En 1818, Ambroise Louis d'Hozier qui travaille à la vérification des titres et des armoiries au Conseil du sceau des titres liste la famille Lefebvre de Laboulaye dans son « Indicateur nobiliaire, ou table alphabétique des noms des familles nobles: susceptibles d'être enregistrées dans l'Armorial Général de feu M. d'Hozier ». En 1874, Antoine Bachelin-Deflorenne mentionne cette famille dans son ouvrage État présent de la noblesse française. En 1876, André Borel d'Hauterive dans Annuaire de la noblesse de France, écrit au sujet d'Édouard Lefebvre de Laboulaye : « Ce membre de l'Assemblée nationale n'avait pas figuré jusqu'ici parmi les nobles qui siègent à Versailles parce qu'il avait caché ses droits à cet honneur. Son aïeul avait acheté en 1775 un office de secrétaire du roi, qu'il exerçait encore en 1789. D'après le privilège attaché à la charge, ses fonctions avaient alors été supprimées, il était dans le même cas que ceux morts en exercice, et l'on ne pouvait arguer contre lui qu'il n'avait pas pris de lettres d'honneur, puisqu'elles étaient proscrites. Sa noblesse héréditaire lui était donc acquise de plein droit. Si M. de Laboulaye, né à Paris le 18 juin 1814, membre de l'Institut, semble avoir complètement renoncé à cet avantage de naissance, il n'en est pas de même de ses fils, qui ont réclamé la rectification de leurs actes de l'état civil et le rétablissement de la particule. ». En 1935, Henri Jougla de Morenas dans Grand Armorial de France, indique que le nom de cette famille est cité dans le fond manuscrit Le Nouveau d'Hozier conservé aux Archives Nationales et écrit au sujet de cette famille : « Paris; charge anoblissante en 1785 ».
En 1975, É. de Séréville et F. de Saint-Simon dans Dictionnaire de la noblesse française  rubrique : Noblesse inachevée indiquent la famille Lefebvre de Laboulaye famille de noblesse inachevé et écrivent : « Trésorier de France au bureau des finances de Montauban en 1740 (...) Conseiller Secrétaire du roi en la grande chancellerie le 31 décembre 1785 (...) La première charge est de noblesse graduelle, la seconde est anoblissante au premier degré, mais, dans l’un ou l’autre cas, le temps en charge n’a pas été accompli. ». En  1994, dans Dictionnaire de la fausse noblesse et de la noblesse d'apparence, Pierre-Marie Dioudonnat indique que la famille Lefebvre de Laboulaye est une famille « de noblesse inachevée ». En 2002, Dans Le Simili-nobilaire français, Pierre-Marie Dioudonnat maintient son opinion sur cette famille et écrit « Vieille famille d’Ile-de-France (Paris) de noblesse inachevée. Louis Claude Lefebvre de Laboulaye (1721-1786) fut reçu trésorier de France au bureau des finances de Montauban en 1765 (noblesse graduelle). Jean-Baptiste Le Febvre de Laboulaye (fils d’un marchand bourgeois de Paris) né en 1743, avocat en parlement, notaire au Châtelet fut pourvu en 1785 de la charge de conseiller secrétaire du roi en la grande chancellerie (charge anoblissante au premier degré) ; cet office est supprimé en 1790. L'édition 2007 du Catalogue de la noblesse française subsistante au XXIe siècle de Régis Valette mentionne cette famille dans la première partie de l'ouvrage qui s'intitule Catalogue général de la noblesse contemporaine au XXIe siècle : « Ile-de-France, secrétaire du roi Paris 1785-1790.» (page 122). Son nom ne figure pas dans la seconde partie « Catalogue provincial, de Louis XVI au XXIe siècle » chapitre 29, Ile-de-France (page 305-308). En 2008 la famille Lefebvre de Laboulaye est indiqué de « noblesse inachevée » dans Dictionnaire de la vraie noblesse/fausse noblesse dans la partie dédiée à la vraie noblesse.
Philippe du Puy de Clinchamps écrit : "Lefebvre de Laboulaye,
moyenne bourgeoisie, XVIIe siècle" et dans une autre de ses sources que cette famille est de noblesse inachevée.
Les sources récentes et concordantes font apparaître la famille Lefevre de Laboulaye comme de noblesse inachevée.

## Armes
Le 30 janvier 1786, Jean-Baptiste Lefebvre de Laboulaye  obtint un règlement d'armoiries d'Antoine Marie d'Hozier de Serigny, chevalier juge d'armes de la noblesse de France, qui lui donne les armes suivantes : d'azur à une banderole d'argent chargée d'un aigle de sable ; parti coupé : au 1er losangé d'argent et de gueules ; au 2e d'or à un demi-aigle de sable le vol abaissé, et une bande aussi de sable brochant sur le parti. L'écu timbré d'un casque de profil orné de ses lambrequins d'azur, d'or, de gueules, d'argent et de sable.

## Terres possédées
- Les Joncherets, près de Mortagne[2]
- Terres de : Marcouville, la Courpinte, la Lucaziere, la Boulaye [8]

## Propriétés
- Château de Marcouville ;
- Pavillon de la Bouleaunière (au XIXe siècle) à Grez-sur-Loing (Seine-et-Marne)[57];
- Manoir du Quesnay à Saint-Saëns (Seine-Maritime) par héritage au XXe siècle de la famille Hély d'Oissel;
- Maison de Villemessant à Seine-Port (Seine-et-Marne) de 1810 à 1820[58];
- Jardin de La Boulaye, créé au XXe siècle à Sauzon par Véronique de La Boulaye, née Gouvello du Timat[59],[60].

## Alliances
Les principales alliances de la famille Lefebvre de Laboulaye sont : 
- Au XVIIe siècle : Baroux
- Au XVIIIe siècle : Charlier, Savin, de Belot de Ferreux (XVIIIe siècle ou XIXe siècle ?)
- Au XIXe siècle : Martinon de Saint-Ferréol, de Goër de Herve, Paradis (1832), Michelin de Choisy, Bonnin de La Bonninière de Beaumont, Melon de Pradou, Calon, Musnier, Brongniart, Ruellan du Crehu, Hély d'Oissel, de Seguins-Pazzis d'Aubignan, Pierard, Masquelier, Darcy, de Fayet, de Cazotte, Homberg
- Aux XXe siècle et XXIe siècle :  Hullin de Boischevalier (1912), Le Roy-Ladurie, de Croze-Lemercier (1923), de La Poix de Fréminville, Mathieu de Vienne, de Gouvello du Timat, Machet de La Martinière, Le Bret, de La Barre de Nanteuil, de Lassus Saint-Geniés, de Vogüé, Jacquin de Margerie, de Clerck, de Cassagne de Beaufort de Miramon Fitz-James, de La Vaissière de Lavergne, Pasté de Rochefort, de Rougé, de Ganay, Goupil de Bouillé, Noiret, de Monplanet, Colmet-Daâge, Mallet, du Hays, de Font-Reaulx, de Montesquiou-Fezensac, etc.

## Postérité
- Une place de Versailles porte le nom d'Édouard de Laboulaye
- Une ville en Argentine de la province de Córdoba porte le nom Laboulaye en hommage à Édouard de Laboulaye
- Une statue a été édifiée en hommage à Édouard de Laboulaye dans les jardins aux pieds de la statue de la Liberté à Paris
- Un buste d'Édouard de Laboulaye par Bartholdi est visible au musée Bartholdi à Colmar
- Un buste en bronze signé Bartholdi à l'effigie d'Édouard de Laboulaye est visible au « Statue of Liberty National Monument museum » à New York (États-Unis)
- Une rue de la commune de Saint-Saëns (Seine-Maritime)  porte le nom de François de Laboulaye ancien maire de la ville et ambassadeur de France